# SpaceGhostPurrp
Markese Money Rolle (1 de abril de 1991), conocido profesionalmente como SpaceGhostPurrp, es un rapero estadounidense y productor discográfico de Miami, Florida. Fue el fundador del grupo estadounidense de hip hop Raider Klan. 
Ha producido temas para Juicy J, Lil Uzi Vert, Wiz Khalifa, Robb Banks, ASAP Rocky y Lil Tracy, entre otros. El 12 de junio de 2012 lanzó su álbum de estudio debut Mysterious Phonk: Chronicles of SpaceGhostPurrp.